# Didier Hoyer
Didier Hoyer (Bolonha-sobre-o-Mar, Pas-de-Calais, 3 de fevereiro de 1961) é um ex-canoísta francês especialista em provas de velocidade.

## Carreira
Foi vencedor das medalhas de bronze em C-2 1000 m em Los Angeles 1984 e Barcelona 1992, junto com os seus colegas de equipa Éric Renaud e Olivier Boivin, respetivamente.